# Favor defensionis
Favor defensionis (latin: "till fördel för den tilltalade") är en processrättslig princip som säger att den tilltalade i ett brottmål skall ha en mer fördelaktig ställning än åklagaren.